# Prva savezna liga Jugoslavije u nogometu 1974./75.
Prvenstvo Jugoslavije u nogometu za sezonu 1974./75. bilo je četrdeset i i šesto po redu najviše nogometno natjecanje u Jugoslaviji, dvadeset i deveto poslijeratno, koje je započelo 17. kolovoza 1974. i završilo 29. lipnja 1975.

Prvak je postao hrvatski klub, Hajduk Split koji je osvojio svoj osmi naslov, drugi zaredom. Pobjedom u Kupu Jugoslavije, Splićani su osvojili dvostruku krunu, drugu zaredom.

Najbolji strijelci bili su Boško Đorđević iz Partizana i Dušan Savić iz Crvene zvezde s po 20 golova.
Ukupan broj gledatelja iznosio je 2.700.487.

## Sustav natjecanja
Igralo se u dvije faze. Momčadi su međusobno igrale dvokružni ligaški sustav. Igrala se po jedna utakmica na domaćem i gostujućem terenu.  Prvakom je postala momčad koja je sakupila najviše bodova u skupini za prvaka (pobjeda = 2 boda, neodlučeni ishod = 1 bod, poraz = bez bodova).
Pravila koje su određivala poredak na ljestvici su bila: 1) broj osvojenih bodova, 2) gol-razlika, 3) baraž

## Formiranje lige
U obzir ulazi 16 najbolje plasiranih iz prethodne sezone, plus pobjednici dviju skupina Druge savezne lige 1973./74.
- Iz Prve savezne lige natjecali su se Hajduk Split, Velež Mosta, Crvena zvezda, Partizan, OFK Beograd, Čelik Zenica, Dinamo Zagreb, Željezničar, Sloboda Tuzla, Olimpija Ljubljana, Vardar Skoplje, Vojvodina, Proleter Zrenjanin, Sarajevo, Radnički Niš i Bor
- Iz Druge savezne lige: Rijeka (pobjednik zapadne skupine) i Radnički Kragujevac (pobjednik istočne skupine)

## Sudionici
| Slovenija       | Hrvatska                           | Bosna i Hercegovina                                            | Srbija                          | Srbija                                                                       | Srbija  | Crna Gora | Makedonija   |
| Slovenija       | Hrvatska                           | Bosna i Hercegovina                                            | Vojvodina                       | Središnja Srbija                                                             | Kosovo  | Crna Gora | Makedonija   |
| --------------- | ---------------------------------- | -------------------------------------------------------------- | ------------------------------- | ---------------------------------------------------------------------------- | ------- | --------- | ------------ |
| - Olimpija (LJ) | - Dinamo (Z) - Hajduk (S) - Rijeka | - Čelik (Z) - Sarajevo - Sloboda (T) - Velež (M) - Željezničar | - Proleter (Z) - Vojvodina (NS) | - Bor - Crvena zvezda - OFK Beograd - Partizan - Radnički (N) - Radnički (K) | - nitko | - nitko   | - Vardar (S) |

- OFK Beograd, Beograd
- FK Bor, Bor
- FK Crvena zvezda, Beograd
- NK Čelik, Zenica
- NK Dinamo, Zagreb
- NK Hajduk, Split
- NK Olimpija, Ljubljana
- FK Partizan, Beograd
- FK Proleter, Zrenjanin
- FK Radnički Niš, Niš
- FK Radnički Kragujevac, Kragujevac
- NK Rijeka, Rijeka
- FK Sarajevo, Sarajevo
- FK Sloboda, Tuzla
- FK Vardar, Skoplje
- FK Velež, Mostar
- FK Vojvodina, Novi Sad
- FK Željezničar, Sarajevo

## Ljestvica
| mj.     | klub                | ut. | pob. | ner. | por. | gol+ | gol- | gr  | bod |
| ------- | ------------------- | --- | ---- | ---- | ---- | ---- | ---- | --- | --- |
| 1.      | Hajduk Split        | 34  | 20   | 8    | 6    | 56   | 29   | +27 | 48  |
| 2.      | Vojvodina           | 34  | 16   | 13   | 5    | 53   | 32   | +21 | 45  |
| 3.      | Crvena zvezda       | 34  | 16   | 8    | 10   | 61   | 44   | +17 | 40  |
| 4.      | Velež Mostar        | 34  | 15   | 9    | 10   | 62   | 35   | +27 | 39  |
| 5.      | Dinamo Zagreb       | 34  | 11   | 16   | 7    | 38   | 31   | +7  | 36  |
| 6.      | Partizan            | 34  | 13   | 10   | 11   | 55   | 49   | +6  | 36  |
| 7.      | Sloboda Tuzla       | 34  | 12   | 12   | 10   | 41   | 45   | –4  | 36  |
| 8.      | OFK Beograd         | 34  | 11   | 10   | 13   | 40   | 40   | 0   | 32  |
| 9.      | Željezničar         | 34  | 11   | 10   | 13   | 45   | 46   | –1  | 32  |
| 10.     | Radnički Niš        | 34  | 9    | 14   | 11   | 31   | 37   | –6  | 32  |
| 11.     | Čelik Zenica        | 34  | 10   | 11   | 13   | 35   | 41   | –6  | 31  |
| 12.     | Olimpija Ljubljana  | 34  | 7    | 17   | 10   | 37   | 48   | –11 | 31  |
| 13.     | Sarajevo            | 34  | 8    | 14   | 12   | 38   | 40   | –2  | 30  |
| 14.     | Rijeka              | 34  | 9    | 12   | 13   | 33   | 43   | –10 | 30  |
| 15.     | Radnički Kragujevac | 34  | 9    | 12   | 13   | 27   | 39   | –12 | 30  |
| 16.     | Vardar Skoplje      | 34  | 7    | 15   | 12   | 35   | 41   | –6  | 29  |
| 17.     | Bor                 | 34  | 8    | 11   | 15   | 32   | 54   | –22 | 27  |
| 18.     | Proleter Zrenjanin  | 34  | 7    | 12   | 15   | 27   | 52   | –25 | 26  |
|         |                     |     |      |      |      |      |      |     |     |
| Izvori: |                     |     |      |      |      |      |      |     |     |

|  | Hajduk Split je prvak Jugoslavije i plasirao se u Kup prvaka 1975./76.                                                                                          |
|  | Vojvodina i Crvena zvezda plasirali su se u Kup UEFA 1975./76.                                                                                                  |
|  | Borac Banja Luka (koja se natječe u zapadnoj skupini Druge savezne lige) finalist je Kupa Jugoslavije i plasirala se u Europski kup pobjednika kupova 1975./76. |
|  | Bor i Proleter Zrenjanin ispali su u Drugu saveznu ligu |

## Rezultati
| 1974./75. | 1974./75.           | HAJ | VOJ | C.Z | VEL | DIN | PAR | SLO | OFK | ŽEL | R.N | ČEL | OLI | SAR | RIJ | R.K | VAR | BOR | PRO |
| 1.        | Hajduk Split        |     | 1:4 | 2:0 | 1:0 | 0:0 | 2:2 | 1:1 | 2:0 | 3:0 | 6:1 | 2:0 | 5:1 | 2:0 | 1:0 | 4:0 | 1:0 | 2:0 | 1:1 |
| 2.        | Vojvodina           | 2:0 |     | 2:1 | 2:2 | 3:0 | 2:0 | 1:1 | 0:0 | 4:3 | 3:1 | 2:1 | 0:0 | 1:1 | 1:0 | 0:0 | 2:0 | 6:1 | 1:0 |
| 3.        | Crvena zvezda       | 1:2 | 2:0 |     | 1:0 | 3:2 | 3:1 | 3:0 | 2:4 | 3:1 | 3:2 | 2:2 | 4:1 | 4:1 | 4:0 | 2:1 | 4:1 | 2:0 | 2:0 |
| 4.        | Velež Mostar        | 5:0 | 3:0 | 3:1 |     | 0:0 | 2:0 | 5:0 | 1:0 | 1:0 | 2:3 | 3:0 | 4:0 | 2:2 | 4:2 | 1:1 | 2:2 | 2:1 | 4:0 |
| 5.        | Dinamo Zagreb       | 1:2 | 1:1 | 2:0 | 0:0 |     | 2:2 | 2:2 | 1:3 | 1:2 | 2:0 | 2:0 | 4:2 | 1:0 | 2:0 | 2:0 | 1:1 | 1:1 | 1:0 |
| 6.        | Partizan            | 2:3 | 2:2 | 1:1 | 2:0 | 3:1 |     | 1:1 | 0:2 | 4:1 | 1:1 | 2:0 | 2:0 | 2:1 | 1:0 | 4:3 | 3:0 | 2:0 | 3:1 |
| 7.        | Sloboda Tuzla       | 0:2 | 1:0 | 4:0 | 1:0 | 0:0 | 3:3 |     | 4:2 | 2:1 | 1:1 | 0:0 | 2:2 | 1:0 | 1:0 | 2:1 | 3:2 | 3:1 | 0:0 |
| 8.        | OFK Beograd         | 0:2 | 2:2 | 1:1 | 1:3 | 0:1 | 1:1 | 1:0 |     | 1:0 | 0:0 | 4:2 | 0:0 | 5:0 | 2:0 | 2:1 | 1:0 | 0:0 | 4:1 |
| 9.        | Željezničar         | 1:0 | 2:2 | 2:1 | 0:0 | 2:2 | 4:1 | 0:1 | 3:1 |     | 2:0 | 0:1 | 0:0 | 1:1 | 2:0 | 2:0 | 1:0 | 2:2 | 6:2 |
| 10.       | Radnički Niš        | 0:1 | 1:1 | 2:0 | 0:2 | 0:0 | 0:0 | 2:1 | 1:0 | 1:1 |     | 1:0 | 2:2 | 1:1 | 4:1 | 3:0 | 0:0 | 0:0 | 0:0 |
| 11.       | Čelik Zenica        | 0:1 | 1:1 | 1:1 | 1:0 | 0:2 | 2:1 | 1:0 | 1:1 | 1:0 | 1:1 |     | 4:0 | 0:0 | 2:2 | 0:0 | 3:0 | 3:0 | 4:1 |
| 12.       | Olimpija Ljubljana  | 2:1 | 1:1 | 1:1 | 2:0 | 1:1 | 2:1 | 2:2 | 3:0 | 1:1 | 1:2 | 0:0 |     | 1:0 | 3:0 | 0:0 | 0:0 | 2:0 | 1:1 |
| 13.       | Sarajevo            | 1:1 | 0:1 | 0:0 | 3:1 | 0:0 | 2:1 | 3:1 | 2:0 | 0:2 | 2:0 | 2:2 | 3:2 |     | 1:1 | 1:1 | 1:1 | 5:0 | 1:2 |
| 14.       | Rijeka              | 1:4 | 1:0 | 1:1 | 1:1 | 1:1 | 1:0 | 1:0 | 2:0 | 4:0 | 1:0 | 4:0 | 1:1 | 1:1 |     | 2:1 | 0:0 | 1:0 | 2:2 |
| 15.       | Radnički Kragujevac | 0:0 | 0:2 | 0:3 | 3:2 | 0:1 | 2:0 | 2:1 | 0:0 | 1:1 | 0:0 | 0:1 | 2:0 | 1:0 | 1:0 |     | 2:1 | 1:1 | 2:1 |
| 16.       | Vardar Skoplje      | 1:1 | 1:2 | 1:1 | 2:2 | 1:1 | 2:4 | 1:1 | 2:1 | 1:1 | 1:0 | 2:0 | 1:0 | 1:0 | 1:1 | 0:0 |     | 3:0 | 5:0 |
| 17.       | Bor                 | 0:0 | 2:0 | 2:1 | 2:5 | 1:0 | 1:1 | 4:0 | 2:1 | 1:0 | 0:1 | 3:1 | 2:2 | 0:3 | 0:0 | 0:1 | 1:1 |     | 3:1 |
| 18.       | Proleter Zrenjanin  | 2:0 | 0:2 | 1:3 | 1:0 | 0:0 | 1:2 | 0:1 | 0:0 | 3:1 | 1:0 | 1:0 | 1:1 | 0:0 | 1:1 | 0:0 | 1:0 | 1:1 |     |

| 1. kolo 17. 8. 1974. Vojvodina – Hajduk 2:0 18. 8. 1974. Vardar – Bor 3:0 Crvena zvezda – Sarajevo 4:1 Olimpija – Sloboda 2:2 Rijeka – Proleter 2:2 Radnički (K) – Čelik 0:1 Dinamo – OFK Beograd 1:3 Željezničar – Partizan 4:1 Velež – Radnički (N) 2:3 2. kolo 24. 8. 1974. Čelik – Dinamo 0:2 Partizan – Velež 2:0 25. 8. 1974. Vardar – Crvena zvezda 1:1 OFK Beograd – Željezničar 1:0 Hajduk – Radnički (K) 4:0 Proleter – Vojvodina 0:2 Sloboda – Rijeka 1:0 Sarajevo – Olimpija 3:2 Bor – Radnički (N) 0:1 3. kolo 28. 8. 1974. Crvena zvezda – Bor 2:0 Olimpija – Vardar 0:0 Rijeka – Sarajevo 1:1 Vojvodina – Sloboda 1:1 Radnički (K) – Proleter 2:1 Dinamo – Hajduk 1:2 Željezničar – Čelik 0:1 Radnički (N) – Partizan 0:0 29. 8. 1974. Velež – OFK Beograd 1:0 4. kolo 1. 9. 1974. Vardar – Rijeka 1:1 Crvena zvezda – Olimpija 4:1 OFK Beograd – Radnički (N) 0:0 Čelik – Velež 1:0 Hajduk – Željezničar 3:0 Proleter – Dinamo 0:0 Sloboda – Radnički (K) 2:1 Sarajevo – Vojvodina 0:1 Bor – Partizan 1:1 5. kolo 7. 9. 1974. Rijeka – Crvena zvezda 1:1 8. 9. 1974. Olimpija – Bor 2:0 Vojvodina – Vardar 2:0 Radnički (K) – Sarajevo 1:0 Dinamo – Sloboda 2:2 Željezničar – Proleter 6:2 Velež – Hajduk 5:0 Radnički (N) – Čelik 1:0 Partizan – OFK Beograd 0:2 6. kolo 14. 9. 1974. Crvena zvezda – Vojvodina 2:0 15. 9. 1974. Vardar – Radnički (K) 0:0 Olimpija – Rijeka 3:0 Čelik – Partizan 2:1 Hajduk – Radnički (N) 6:1 Proleter – Velež 1:0 Sloboda – Željezničar 2:1 Sarajevo – Dinamo 0:0 Bor – OFK Beograd 2:1 7. kolo 21. 9. 1974. OFK Beograd – Čelik 4:2 22. 9. 1974. Rijeka – Bor 1:0 Vojvodina – Olimpija 0:0 Radnički (K) – Crvena zvezda 0:3 Dinamo – Vardar 1:1 Željezničar – Sarajevo 1:1 Velež – Sloboda 5:0 Radnički (N) – Proleter 0:0 Partizan – Hajduk 2:3 8. kolo 5. 10. 1974. Vardar – Željezničar 1:1 6. 10. 1974. Crvena zvezda – Dinamo 3:2 Olimpija – Radnički (K) 0:0 Rijeka – Vojvodina 1:0 Hajduk – OFK Beograd 2:0 Proleter – Partizan 1:2 Sloboda – Radnički (N) 1:1 Sarajevo – Velež 3:1 Bor – Čelik 3:1 9. kolo 9. 10. 1974. Vojvodina – Bor 6:1 Radnički (K) – Rijeka 1:0 Željezničar – Crvena zvezda 2:1 Velež – Vardar 2:2 Radnički (N) – Sarajevo 1:1 Partizan – Sloboda 1:1 Čelik – Hajduk 0:1 10. 10. 1974. OFK Beograd – Proleter 4:1 Dinamo – Olimpija 4:2 10. kolo 12. 10. 1974. Sarajevo – Partizan 2:1 13. 10. 1974. Vardar – Radnički (N) 1:0 Crvena zvezda – Velež 1:0 Olimpija – Željezničar 1:1 Rijeka – Dinamo 1:1 Vojvodina – Radnički (K) 0:0 Proleter – Čelik 1:0 Sloboda – OFK Beograd 4:2 Bor – Hajduk 0:0 11. kolo 19. 10. 1974. Partizan – Vardar 3:0 Radnički (N) – Crvena zvezda 2:0 20. 10. 1974. Radnički (K) – Bor 1:1 Dinamo – Vojvodina 1:1 Željezničar – Rijeka 2:0 Velež – Olimpija 4:0 OFK Beograd – Sarajevo 5:0 Čelik – Sloboda 1:0 Hajduk – Proleter 1:1 12. kolo 26. 10. 1974. Sloboda – Hajduk 0:2 27. 10. 1974. Vardar – OFK Beograd 2:1 Crvena zvezda – Partizan 3:1 Olimpija – Radnički (N) 1:2 Rijeka – Velež 1:1 Vojvodina – Željezničar 4:3 Radnički (K) – Dinamo 0:1 Sarajevo – Čelik 2:2 Bor – Proleter 3:1 13. kolo 2. 11. 1974. Partizan – Olimpija 2:0 Željezničar – Radnički (K) 2:0 3. 11. 1974. Dinamo – Bor 1:1 Velež – Vojvodina 3:0 Radnički (N) – Rijeka 4:1 OFK Beograd – Crvena zvezda 1:1 Čelik – Vardar 3:0 Hajduk – Sarajevo 2:0 Proleter – Sloboda 0:1 14. kolo 9. 11. 1974. Radnički (K) – Velež 3:2 10. 11. 1974. Vardar – Hajduk 1:1 Crvena zvezda – Čelik 2:2 Olimpija – OFK Beograd 3:0 Rijeka – Partizan 1:0 Vojvodina – Radnički (N) 3:1 Dinamo – Željezničar 1:2 Sarajevo – Proleter 1:2 Bor – Sloboda 4:0 15. kolo 16. 11. 1974. OFK Beograd – Rijeka 2:0 Proleter – Vardar 1:0 17. 11. 1974. Željezničar – Bor 2:2 Velež – Dinamo 0:0 Radnički (N) – Radnički (K) 3:0 Partizan – Vojvodina 2:2 Čelik – Olimpija 4:0 Hajduk – Crvena zvezda 2:0 Sloboda – Sarajevo 1:0 16. kolo 23. 11. 1974. Bor – Sarajevo 0:3 24. 11. 1974. Vardar – Sloboda 1:1 Crvena zvezda – Proleter 2:0 Olimpija – Hajduk 2:1 Rijeka – Čelik 4:0 Vojvodina – OFK Beograd 0:0 Radnički (K) – Partizan 2:0 Dinamo – Radnički (N) 2:0 Željezničar – Velež 0:0 17. kolo 7. 12. 1974. Partizan – Dinamo 3:1 8. 12. 1974. Velež – Bor 2:1 Radnički (N) – Željezničar 1:1 OFK Beograd – Radnički (K) 2:1 Čelik – Vojvodina 1:1 Hajduk – Rijeka 1:0 Proleter – Olimpija 1:1 Sloboda – Crvena zvezda 4:0 Sarajevo – Vardar 1:1 | 18. kolo 1. 3. 1975. Partizan – Željezničar 4:1 Sarajevo – Crvena zvezda 0:0 2. 3. 1975. Radnički (N) – Velež 0:2 OFK Beograd – Dinamo 0:1 Čelik – Radnički (K) 0:0 Hajduk – Vojvodina 1:4 Proleter – Rijeka 1:1 Sloboda – Olimpija 2:2 Bor – Vardar 1:1 19. kolo 8. 3. 1975. Dinamo – Čelik 2:0 9. 3. 1975. Crvena zvezda – Vardar 4:1 Olimpija – Sarajevo 1:0 Rijeka – Sloboda 1:0 Vojvodina – Proleter 1:0 Radnički (K) – Hajduk 0:0 Željezničar – OFK Beograd 3:1 Velež – Partizan 2:0 Radnički (N) – Bor 0:0 20. kolo 15. 3. 1975. Čelik – Željezničar 1:0 Partizan – Radnički (N) 1:1 16. 3. 1975. Vardar – Olimpija 1:0 OFK Beograd – Velež 1:3 Hajduk – Dinamo 0:0 Proleter – Radnički (K) 0:0 Sloboda – Vojvodina 1:0 Sarajevo – Rijeka 1:1 Bor – Crvena zvezda 2:1 21. kolo 21. 3. 1975. Željezničar – Hajduk 1:0 23. 3. 1975. Olimpija – Crvena zvezda 1:1 Rijeka – Vardar 0:0 Vojvodina – Sarajevo 1:1 Radnički (K) – Sloboda 2:1 Dinamo – Proleter 1:0 Velež – Čelik 3:0 Radnički (N) – OFK Beograd 1:0 Partizan – Bor 2:0 22. kolo 29. 3. 1975. Crvena zvezda – Rijeka 4:0 30. 3. 1975. Vardar – Vojvodina 1:2 OFK Beograd – Partizan 1:1 Čelik – Radnički (N) 1:1 Hajduk – Velež 1:0 Proleter – Željezničar 3:1 Sloboda – Dinamo 0:0 Sarajevo – Radnički (K) 1:1 Bor – Olimpija 2:2 23. kolo 5. 4. 1975. Partizan – Čelik 2:0 6. 4. 1975. Rijeka – Olimpija 1:1 Vojvodina – Crvena zvezda 2:1 Radnički (K) – Vardar 2:1 Dinamo – Sarajevo 1:0 Željezničar – Sloboda 0:1 Velež – Proleter 4:0 Radnički (N) – Hajduk 0:1 OFK Beograd – Bor 0:0 24. kolo 19. 4. 1975. Sloboda – Velež 1:0 20. 4. 1975. Vardar – Dinamo 1:1 Crvena zvezda – Radnički (K) 2:1 Olimpija – Vojvodina 1:1 Čelik – OFK Beograd 1:1 Hajduk – Partizan 2:2 Proleter – Radnički (N) 1:0 Sarajevo – Željezničar 0:2 Bor – Rijeka 0:0 25. kolo 26. 4. 1975. Partizan – Proleter 3:1 Radnički (K) – Olimpija 2:0 27. 4. 1975. Vojvodina – Rijeka 1:0 Dinamo – Crvena zvezda 2:0 Željezničar – Vardar 1:0 Velež – Sarajevo 2:2 Radnički (N) – Sloboda 2:1 OFK Beograd – Hajduk 0:2 Čelik – Bor 3:0 26. kolo 30. 4. 1975. Crvena zvezda – Željezničar 3:1 Olimpija – Dinamo 1:1 Rijeka – Radnički (K) 2:1 Hajduk – Čelik 2:0 Proleter – OFK Beograd 0:0 Sloboda – Partizan 3:3 Sarajevo – Radnički (N) 2:0 Bor – Vojvodina 2:0 1. 5. 1975. Vardar – Velež 2:2 27. kolo 3. 5. 1975. OFK Beograd – Sloboda 1:0 4. 5. 1975. Radnički (K) – Vojvodina 0:2 Dinamo – Rijeka 2:0 Željezničar – Olimpija 0:0 Velež – Crvena zvezda 3:1 Radnički (N) – Vardar 0:0 Partizan – Sarajevo 2:1 Čelik – Proleter 4:1 Hajduk – Bor 2:0 28. kolo 10. 5. 1975. Vojvodina – Dinamo 3:0 11. 5. 1975. Vardar – Partizan 2:4 Crvena zvezda – Radnički (N) 3:2 Olimpija – Velež 2:0 Rijeka – Željezničar 4:0 Proleter – Hajduk 2:0 Sloboda – Čelik 0:0 Sarajevo – OFK Beograd 2:0 Bor – Radnički (K) 0:1 29. kolo 17. 5. 1975. OFK Beograd – Vardar 1:0 Proleter – Bor 1:1 18. 5. 1975. Dinamo – Radnički (K) 2:0 Željezničar – Vojvodina 2:2 Velež – Rijeka 4:2 Radnički (N) – Olimpija 2:2 Partizan – Crvena zvezda 1:1 Čelik – Sarajevo 0:0 Hajduk – Sloboda 1:1 30. kolo 21. 5. 1975. Vardar – Čelik 2:0 Crvena zvezda – OFK Beograd 2:4 Olimpija – Partizan 2:1 Rijeka – Radnički (N) 1:0 Vojvodina – Velež 2:2 Radnički (K) – Željezničar 1:1 Sloboda – Proleter 0:0 Sarajevo – Hajduk 1:1 22. 5. 1975. Bor – Dinamo 1:0 31. kolo 25. 5. 1975. Željezničar – Dinamo 2:2 Velež – Radnički (K) 1:1 Radnički (N) – Vojvodina 1:1 Partizan – Rijeka 1:0 OFK Beograd – Olimpija 0:0 Čelik – Crvena zvezda 1:1 Hajduk – Vardar 1:0 Proleter – Sarajevo 0:0 Sloboda – Bor 3:1 32. kolo 15. 6. 1975. Vardar – Proleter 5:0 Crvena zvezda – Hajduk 1:2 Olimpija – Čelik 0:0 Rijeka – OFK Beograd 2:0 Vojvodina – Partizan 2:0 Radnički (K) – Radnički (N) 0:0 Dinamo – Velež 0:0 Sarajevo – Sloboda 3:1 Bor – Željezničar 1:0 33. kolo 22. 6. 1975. Velež – Željezničar 1:0 Radnički (N) – Dinamo 0:0 Partizan – Radnički (K) 4:3 OFK Beograd – Vojvodina 2:2 Čelik – Rijeka 2:2 Hajduk – Olimpija 5:1 Proleter – Crvena zvezda 1:3 Sloboda – Vardar 3:2 Sarajevo – Bor 5:0 34. kolo 29. 6. 1975. Vardar – Sarajevo 1:0 Crvena zvezda – Sloboda 3:0 Olimpija – Proleter 1:1 Rijeka – Hajduk 1:4 Vojvodina – Čelik 2:1 Radnički (K) – OFK Beograd 0:0 Dinamo – Partizan 2:2 Željezničar – Radnički (N) 2:0 Bor – Velež 2:5 |

Prije utakmice s Veležom u Splitu, odigrane 24. kolovoza 1975., predsjednik FSJ Pero Korobar uručio je veliki transfer pehar Hajduku. Srđan Andrejević, član Udruge prvoligaša, uoči utakmice Hajduka i OFK Beograd je 27. studenoga 1976. kapetanu Šurjaku predao manju repliku pehara u trajno vlasništvo.

## Prvaci
Hajduk Split
trener: Tomislav Ivić
Popis igrača s brojem odigranih ligaških utakmica i brojem postignutih ligaških pogodaka:
Ivan Buljan (33/1)
Slaviša Žungul (32/15)
Jurica Jerković (32/9)
Ivica Šurjak (30/7)
Vedran Rožić (30/0)
Dražen Mužinić (30/0)
Vilson Džoni (29/2)
Mario Boljat (27/2)
Luka Peruzović (24/1)
Željko Mijač (23/6)
Mićun Jovanić (18/3)
Šime Luketin (16/1)
Rizah Mešković (16/0) (vratar)
Ivan Katalinić (13/0) (vratar)
Marin Kurtela (13/0)
Ivica Matković (8/1)
Branko Oblak (7/4)
Nenad Šalov (7/1)
Vjeran Simunić (7/0) (vratar)
Vladimir Smolčić (4/0)
Dragan Holcer (4/0)
Joško Duplančić (3/1)

Nenad Šalov
Izvori:

## Statistika

### Ljestvica strijelaca
| Pl. | Ime                | Klub           | Pogodaka |
| --- | ------------------ | -------------- | -------- |
| 1.  | Boško Đorđević     | Partizan       | 20       |
| 1.  | Dušan Savić        | Crvena zvezda  | 20       |
| 3.  | Vahid Halilhodžić  | Velež Mostar   | 16       |
| 4.  | Slaviša Žungul     | Hajduk Split   | 15       |
| 5.  | Zoran Filipović    | Crvena zvezda  | 14       |
| 5.  | Franjo Vladić      | Velež Mostar   | 14       |
| 5.  | Momčilo Vukotić    | Partizan       | 14       |
| 8.  | Božo Janković      | Željezničar    | 12       |
| 9.  | Vančo Balevski     | Vardar Skoplje | 11       |
| 9.  | Jovan Geca         | Sloboda Tuzla  | 11       |
| 9.  | Zvonko Ivezić      | Vojvodina      | 11       |
| 9.  | Josip Katalinski   | Željezničar    | 11       |
| 9.  | Safet Sušić        | Sarajevo       | 11       |
| 9.  | Slobodan Vučeković | Vojvodina      | 11       |

## Poveznice
- Druga savezna liga 1974./75.
- Treći rang prvenstva Jugoslavije 1974./75.
- Kup maršala Tita 1974.

## Vanjske poveznice
- www.strategija.org
  - Najteži poraz Hajduka u Mostaru
  - Fudbalsko prvenstvo 1974/75 – svi rezultati i konačan plasman
  - Fudbalerko Nogometović istražuje: Sezona 1974/75 (1)
  - Fudbalerko Nogometović istražuje: Sezona 1974/75 (2)
  - Fudbalerko Nogometović istražuje: Sezona 1974/75 (3)
  - Fudbalerko Nogometović istražuje: Sezona 1974/75 (4)
  - Fudbalerko Nogometović istražuje: Sezona 1974/75 (5)
  - Fudbalerko Nogometović istražuje: Sezona 1974/75 (6)
  - Fudbalerko Nogometović istražuje: Sezona 1974/75 (7)
  - Fudbalerko Nogometović istražuje: Sezona 1974/75 (8)
- historical-lineups.com: Godišnjak 1974-75
- historical-lineups.com: Klubovi 1974-75
- Eu-football.info